# Vendor Managed Inventory
VMI (Vendor Managed Inventory) is een voorraadmanagementmethode, binnen het zogenaamde supply chain management, waarbij de producent of de distributeur de voorraadniveaus beheert in het magazijn-distributiecentrum van zijn klant (retailer) op basis van de verwachte vraag en vooraf gemaakte afspraken over minimale en maximale voorraadniveaus. Bij een optimale werking van de VMI methode kan het synergievoordeel groot zijn. De producent kan zijn productie en productiecapaciteit nauwkeurig afstemmen op de verwachte vraag naar het product, de distributeur kan zijn voorraadniveaus nog beter afstemmen en de retailer heeft bijvoorbeeld minder dure opslagruimte nodig en krijgt een optimale productbeschikbaarheid.
Om het maximale voordeel voor alle partijen te behalen zijn kennis of informatie over drie belangrijke factoren / meetpunten van belang:
- actuele aanwezige voorraad
- actuele productie of verkooporders
- de te verwachten productie- of verkooporders

Dit betekent dat tussen partijen vertrouwen, openheid en bereidheid tot delen van informatie aanwezig moet zijn.
Belangrijk bij toepassing van deze methode is de vraag wie de eigenaar van de voorraad is.  Indien de producent of leverancier naast beheerder ook de eigenaar van de voorraad is dan wordt ook wel de term Vendor Owned Inventory gebruikt. 